# بروس هيرست
بروس هيرست (بالإنجليزية: Bruce Hurst) هو لاعب كرة قاعدة أمريكي، ولد في 24 مارس 1958 في سانت جورج في الولايات المتحدة.

## وصلات خارجية
- بروس هيرست على موقع دوري كرة القاعدة الرئيسي (الإنجليزية)
- بروس هيرست على موقعبيزبول رفرنس.كوم (الدوري الرئيسي) (الإنجليزية)
- بروس هيرست على موقع إي إس بي إن.كوم (أم.أل.بي) (الإنجليزية)
- بروس هيرست على موقع مشجعي الرسوم البيانية (الإنجليزية)